# 교시촌
교시촌(일본어: 孝子村)은 일본 오사카부 히네군·센난군에 설치되었던 촌이다. 현재의 미사키정에 해당한다.